# 豊田四郎
豊田 四郎（とよだ しろう、1906年（明治39年）1月3日 - 1977年（昭和52年）11月13日）は、日本の映画監督。多くの文芸映画を作り、「文芸映画の名匠」と呼ばれた。

## 概歴
京都府京都市上京区生まれ。父は鉄道会社の重役で、裕福な家に育った。幼いころから体が弱く、小学校に入学するころに肋骨カリエスにかかった経験がある。中学校卒業後、東京にいた長兄をたよって上京する。
1924年（大正13年）に松竹蒲田撮影所に入社し、島津保次郎に師事、やがて島津の助監督となった。脚本家志望だった豊田は、松竹に入社するときに脚本を書いて持参したが、その脚本が島津監督に『夕の鐘』として映画化される。1929年（昭和4年）、佐藤春夫の小説『売笑婦マリ』を下敷きにした自作の脚本による『彩られる唇』で監督デビューする。しかし、次に撮った『友愛結婚』などが興行的に失敗し、以降5年間再び助監督生活を送ることになる。
1935年に『三人の女性』で監督再デビューする。1936年、大日方伝の誘いで松竹を退社して東京発声映画製作所に入るが、作品には恵まれなかった。しかし、1937年、石坂洋次郎のベストセラー小説を映画化した『若い人』が興行的に大成功、キネマ旬報ベストテン第6位にランクインされて認められるようになった。以後林芙美子原作『泣虫小僧』、伊藤永之介原作『鶯』などを発表。1940年にハンセン病患者を献身的に治療する女医の姿を描いた『小島の春』を発表。キネ旬1位にランクインされたが、ハンセン病の誤った知識や対処法を原作どおりに描いたため、批判も多い。同作は「難病映画」の第一号とされ、患者の一人を演じた新劇の女優・杉村春子の演技が、映画女優に大きなショックを与えたといわれる。1941年、東宝へ入社。戦中は国策映画『若き姿』などを監督。
戦後はしばらくスランプを味わっていたが、森鷗外の名作を映画化した『雁』でスランプを脱出。1955年に織田作之助の代表作を映画化した『夫婦善哉』を発表、高い評価を受け豊田の代表作となった。以降は東京映画が活動の中心となる。谷崎潤一郎原作『猫と庄造と二人のをんな』、川端康成原作『雪国』、志賀直哉原作『暗夜行路』、永井荷風原作『濹東綺譚』など多くの文芸作品を発表した。また、1956年には東宝と香港の邵氏父子の共同製作の『白夫人の妖恋』も製作。1958年には駅前シリーズの第1作となる『駅前旅館』を監督、のちに2本の同シリーズ作品も監督した。
1971年に心筋梗塞で倒れて意識不明の状態が数日続くが、奇跡的な回復を遂げ、1973年に4年ぶりの監督作『恍惚の人』を発表。有吉佐和子のベストセラー小説の映画化で、認知症老人の姿を描き、興行的にも批評的にも成功した。ただし、この映画では豊田はほとんど撮影現場に姿を見せていなかったことを、主演の高峰秀子がのちの著書『わたしの渡世日記』で記している。
1977年11月13日、俳優・北大路欣也の結婚披露宴中に心臓発作で倒れ急逝。71歳没。
女優へのしごきは人一倍厳しかったという。豊田映画には山村聡を始め、淡島千景、池部良、淡路恵子、山本富士子、京マチ子、杉村春子、芥川比呂志などが常連俳優として活躍した。

## 主な監督作品
- 若い人（1937年）
- 小島の春（1940年）
- わが愛は山の彼方に（1948年）
- 雁（1953年）
- 或る女（1954年）
- 夫婦善哉（1955年）
- 猫と庄造と二人のをんな（1956年）
- 白夫人の妖恋（1956年）
- 雪国（1957年）
- 駅前旅館（1958年）
- 負ケラレマセン勝ツマデハ（1958年）
- 暗夜行路（1959年）
- 花のれん（1959年）
- 珍品堂主人（1960年）
- 濹東綺譚（1960年）
- 憂愁平野（1963年）
- 台所太平記（1963年）
- 新・夫婦善哉（1963年）
- 甘い汗（1964年）
- 四谷怪談（1965年）
- 千曲川絶唱（1967年）
- 喜劇 駅前百年（1967年）
- 喜劇 駅前開運（1968年）
- 地獄変（1969年）
- 恍惚の人（1973年）
- 妻と女の間（1976年） - 市川崑と共同監督[2]、遺作[2]